# 蟹が島を行く
「蟹が島を行く」（かにがしまをゆく、КРАБЫ ИДУТ ПО ОСТРОВУ(Kraby Idut Po Ostrovu / Crabs on the Island）は、ソヴィエト連邦のSF作家アナトーリイ・ドニェプロフによる1958年の短編SF小説。

## あらすじ
金属を食べて増殖し進化する自己複製機械を作った発明家が、無人島で増殖実験を始めるが、手近の金属を食い尽くした「カニ」に自らが襲われる。

## 登場人物
- 私 / バド(Bud)：

語り手。実験の協力者としてエンジニアのクックリングと共に無人島に上陸する。軍人としての階級は中尉。
- クックリング(Cookling)：

エンジニア。「カニ」の発明者。
小さな無人島に多数の金属インゴットと1体の「カニ」を放ち、増殖実験を行う。

## カニ (The Crub)
軍用に設計された自己複製機械。カニに似た小型ロボット。敵陣に放たれ、武器やその他の金属資源を食べつくす目的で作られた。
初期段階の「カニ」は重量10kgに満たない構造物である。太陽光からエネルギーを得て、鉄、銅、亜鉛などの金属、砂を原料にしたシリコンなどから自分と同種のカニ型ロボットを再生産する。しかし再生産の精度が完全ではないので、世代を経るごとに個性が生じる。外部から供給される金属資源が尽きると共食いを始め、適者生存に基づいた進化を始める。
丸い背中と平らな腹からなるカマボコ型の胴体を持つ。背中には、金属製の放物面鏡が設置された窪みがあり、鏡の中心には暗赤色のクリスタルがある。 胴体の前後端に目のような穴が2つずつあり、内部のクリスタルが輝いているのが見える。 関節を持つ3対の大きな爪脚と2対の細長い触手を持つ。触手のある側の端には大きな開口部があり、口のように見える。 細長い触手は腕としての把握力を持つだけでなく、電気溶接のようなアーク放電を発生させて金属片を切り落とすことができる。金属片は触手によって口部に運ばれ、機体内部で部品として成形される。成型された部品は、腹部からせり出してくる平らなプラットフォーム上に決まった順番で並べられ、自動で組み立てられる。 
太陽の出ていない夜間はエネルギー供給が中断されるため、動作をやめて休眠状態になる。

## 日本語訳
- 「蟹が島を行く」（深見弾訳、早川書房、海外SFノヴェルズ、ダルコ・スーヴィン編『遥かな世界 果てしなき海』に収録）
- 「カニが島を行く」（西本昭治訳、ハヤカワSFシリーズ、早川書房編集部編『竜座の暗黒星』に収録）